# Muzeum Katedralne w Mdinie
Muzeum Katedralne w Mdinie – muzeum sztuki religijnej znajdujące się w średniowiecznym, otoczonym murami mieście Mdina na Malcie. Muzeum mieści się w barokowym budynku, który został zbudowany jako jezuickie seminarium duchowne. Znajduje się na Archbishop’s Square, po prawej stronie katedry św. Pawła. Kolekcja muzeum obejmuje zbiory świeckie i kościelne. Muzeum posiada również różnorodne dzieła sztuki i pozostałości archeologiczne, w tym ważne dzieła sztuki autorstwa Mattia Pretiego, a także najważniejszą kolekcję włoskiej muzyki barokowej, jaka została zachowana na południe od Neapolu.

## Historia budynku
W 1733 zakupiono rozległą działkę budowlaną ze starymi średniowiecznymi domami, z przeznaczeniem na budowę nowego, większego seminarium duchownego. W tym samym roku Paul Alphéran de Bussan, mianowany biskupem Malty 8 marca 1728, położył kamień węgielny pod budynek. Budynek ten miał służyć jako seminarium dla wówczas diecezji maltańskiej. Biskup Fra Paul Alphéran de Bussan i Wielki Mistrz Manoel De Vilhena sfinansowali budowę tego gmachu. Projekt budynku przypisuje się architektom Giovanniemu Barbarze lub Andrei Belliemu, chociaż Barbara już nie żył, gdy rozpoczęto budowę, co czyni Belliego bardziej prawdopodobnym projektantem. Seminarium w Mdinie zostało zainaugurowane 20 maja 1742. 
W 1749 artysta Antoine Favrè otrzymał kwotę 250 skudów za wykonanie pięciu obrazów do ośmiokątnej kaplicy seminaryjnej poświęconej Zwiastowaniu.
Seminarium pozostało w Mdinie do 1858, kiedy to biskup Gaetano Pace Forno, w ramach radykalnej reformy seminarium, przeniósł je do Floriany.
Po przeniesieniu seminarium budynek był wykorzystywany do różnych celów. Podczas wojny krymskiej brytyjskie wojsko używało budynku jako swojej kwatery głównej. Wówczas Brytyjczycy dodali większość górnego piętra (obecnie używanego przez administrację muzeum) poprzez dobudowanie dwóch oddzielnych skrzydeł. Brytyjczycy zbudowali również w budynku kominki, typowe dla brytyjskiego okresu wiktoriańskiego. 
W 1912 budynek służył jako niezorganizowany magazyn. W tymże roku kapituła katedralna omawiała kwestię renowacji dwóch obrazów autorstwa Mattia Preti, które znaleziono zaniedbane w jednym z pomieszczeń byłego seminarium.
W 1913 Admiralicja brytyjska zajęła budynek, który użytkowała podczas I wojny światowej. W 1914 dobudowane zostało dodatkowe piętro na obecnej pinakotece.
Około 1919 budynek był ponownie wykorzystywany jako seminarium. Jednym z wykładowców był w tym czasie Dun Karm Psaila, narodowy poeta maltański. Na początku lat dwudziestych XX wieku szkolenie przyszłych księży powróciło do Manresa House we Florianie.
 
W maju 1926 pomysł wykorzystania dawnego budynku seminarium jako miejsca stałych wystaw został omawiany na zebraniach kapituły, dyskusja była kontynuowana później w przededniu wybuchu II wojny światowej, dokładnie w sierpniu 1938. W latach 1939–1942 budynek przeszedł kolejną zmianę, gdy z zagrożonych nalotami okolic Three Cities przenieśli się do byłego seminarium studenci St. Edward’s College.
Pod koniec lat 40. budynek służył jako miejsce zakwaterowania sióstr zakonu Dobrego Pasterza, podczas gdy niektóre pomieszczenia były zarezerwowane dla klas małej szkoły prywatnej zarządzanej przez kapitułę (Scuola della Cattedrale). W latach 40. do początku lat 50. dawne seminarium było również wykorzystywane jako dom rekolekcyjny. W trudnych latach II wojny światowej kwestia muzeum została odłożona na półkę. W końcu decydujący moment nadszedł po udanej wystawie maryjnej w 1949, która zaczęła torować drogę do powstania pierwszego profesjonalnego muzeum.

## Muzeum
Różnorodne działania prowadzone w byłym budynku seminarium zakończyły się 4 stycznia 1969 oficjalnym otwarciem pierwszego Muzeum Katedralnego, które zainaugurowali gubernator generalny Malty Maurice Henry Dorman i arcybiskup Mikiel Gonzi.
W 1992 otwarto salę dr. Johna A. Cauchiego, w której eksponowana jest jego kolekcja obrazów.
18 listopada 2008 do Muzeum Katedralnego w Mdinie została przekazana obszerna kolekcja zabytkowych sreber, zgromadzona przez byłego przewodniczącego parlamentu Jimmy’ego Farrugię. W 2010 otwarcie innych sal ze srebrem (dawniej służących do konserwacji archiwów) zostało wykorzystane do wystawienia słynnego Apostolato Antonio Arrighiego, skarbów z kościoła katedralnego i skarbów z kościoła Świętych Dusz w Valletcie.
W 2021 kolejny darczyńca – dr John Bugeja Caruana powiększył zbiory muzeum. Nowa kolekcja w Sali Nobile muzeum obejmuje obrazy, meble, stare monety oraz przedmioty z ceramiki i srebra. Wśród obrazów znajdują się dzieła takich artystów jak Mattia Preti, Antoine Favray, Francesco Zahra i inni, a kolekcja mebli jest jedną z najwspanialszych na Malcie.

## Najcenniejsze kolekcje i eksponaty
- Woskowe płaskorzeźby wykonane przez Melchiorre Cafà, przedstawiające Zwiastowanie Najświętszej Maryi Pannie, Boże Narodzenie, Pokłon pasterzy, a także Chwałę św. Róży z Limy[15]
- 15 srebrnych figur znanych jako Apostolato, wykonanych w latach 1741–1743 przez Antonio Arrighiego[16]
- Najstarszy dzwon na Malcie, odlany w 1370 w Wenecji. Dzwon nosi imię Petronilla[17]
- Sala maltańska – galeria Jimmiego i Doris Farrugia. Kolekcja sreber, mebli, obrazów, akwarel, grafik i innej sztuki użytkowej[18]
- Sala Dun Karma, narodowego poety maltańskiego – mieści jego rzeczy osobiste, w tym rękopisy, listy, jego maszynę do pisania i pianino[19]
- Kaplica z pięcioma obrazami Antoine de Favraya. Jest to obraz Zwiastowanie (1748) umieszczony w ołtarzu głównym oraz obrazy boczne Święty Paweł, Święty Piotr, Święty Franciszek Salezy i Święty Karol Boromeusz[20][21]

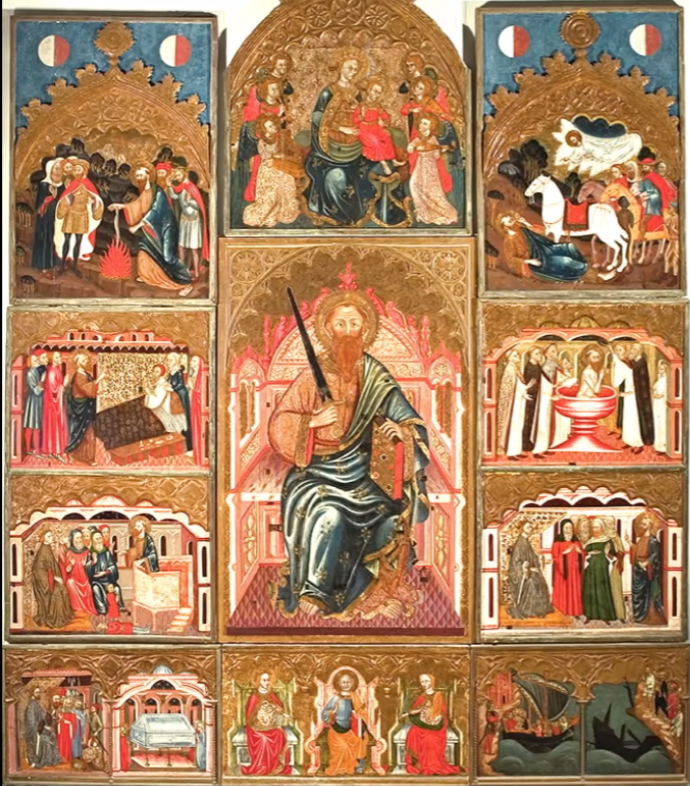
Poliptyk św. Pawła

- Galeria Marchese – sala zawierająca podarowaną przez hrabiego Severia Marchese kolekcję obrazów, rysunków starych mistrzów i rycin. Sala ta mieści jedne z najważniejszych malowideł panelowych na Malcie pochodzących z XV wieku. W sali dominuje poliptyk św. Pawła. Jest to najstarszy obraz ołtarzowy na Malcie, zamówiony przez Kapitułę katedralną w jednej z najważniejszych szkół artystycznych w Europie – Luisa Borrassy z Katalonii w Hiszpanii (1360–1426). Centralna część poliptyku św. Pawła przedstawia intronizację św. Pawła, otoczona jest innymi panelami przedstawiającymi różne epizody z życia apostoła pogan[22]
- Galeria Barokowa – sala mieści obrazy artystów z okresu baroku, takich jak Mattia Preti, Giuseppe D’Arena, Francesco Zahra, Antoine de Favray i Giuzeppe Grech. Sala zdominowana jest przez dwa imponujące meble, a to średniowieczną galerię organową z katedry zniszczonej 11 stycznia 1693 przez trzęsienie ziemi oraz stare stalle z prezbiterium starej katedry pochodzące z końca XV wieku[23]
- Galeria Johna Cauchiego – zawiera kolekcję dzieł sztuki przekazaną w 1994 przez Johna A. Cauchiego. W jej skład wchodzą obrazy, meble, a także szereg rysunków starych mistrzów. Kolekcja jest bardzo eklektyczna, prezentuje wysokiej jakości obrazy włoskie, angielskie, francuskie i niemieckie[24]
- Kolekcja Dürera – jedna z największych poza Niemcami kolekcja oryginalnych rycin Albrechta Dürera. Kolekcja ta obejmuje cały zestaw „Życia Marii” (The Life of the Virgin) na drzeworytach, a także cały zbiór Małej Pasji (Small Passion) na miedzianych płytach. Na tych rycinach można zauważyć podpis AD, świadczący o autorstwie jednego z największych artystów renesansu. Inne oryginalne ryciny przedstawiają m.in.: „Świętego Hieronima w celi”, „Świętego Krzysztofa” i „Matkę Boską z Dzieciątkiem i małpą”[25]. Część kolekcji stanowią również cztery szczególnie interesujące ryciny, ale nie są one dziełem Albrechta Dürera, ale włoskiego grawera i oszusta Marcantonia Raimondiego, który skopiował podpis Dürera, aby zarobić na sprzedaży fałszywych kopii dzieł Dürera. Kiedy Dürer się o tym dowiedział, natychmiast pozwał Raimondiego i wygrał sprawę. Raimondi musiał następnie zapłacić odszkodowanie, a także usunąć podpis AD ze swoich rycin. Dwie z rycin w kolekcji zawierają podpisy, podczas gdy pozostałe dwie nie. Kolekcja ta została podarowana kapitule przez hrabiego Saveria Marchesego[25].

## Wystawy i biennale
W murach muzeum organizowane są także wystawy sztuki współczesnej. Pierwsza wystawa „Współczesna sztuka sakralna na Malcie” zorganizowana była w 1994, kolejne, zatytułowane „Współczesna sztuka chrześcijańska”, odbyły się w 1996, 1998, 2000, 2002 i 2005.

Od edycji 2015 APS Mdina Cathedral Contemporary Art Biennale przyjęło nowe podejście. Każda edycja ma swój własny temat, rozwijając poprzednie i podejmując powszechne problemy we współczesnym świecie sztuki.